# Nasoona locketi
Nasoona locketi là một loài nhện trong họ Linyphiidae.
Loài này thuộc chi Nasoona. Nasoona locketi được Alfred Frank Millidge miêu tả năm 1995.